# Scolops
Scolops är ett släkte av insekter. Scolops ingår i familjen Dictyopharidae.

## Dottertaxa tillScolops, i alfabetisk ordning[1]
- Scolops abnormis
- Scolops angustatus
- Scolops austrinus
- Scolops californica
- Scolops cockerelli
- Scolops excultus
- Scolops flavidus
- Scolops fumida
- Scolops graphicus
- Scolops grossus
- Scolops hesperius
- Scolops immanis
- Scolops luridus
- Scolops maculosus
- Scolops neomexicanus
- Scolops nicholi
- Scolops osborni
- Scolops pallidus
- Scolops perdix
- Scolops pruinosus
- Scolops pungens
- Scolops robustus
- Scolops snowi
- Scolops socorroensis
- Scolops stonei
- Scolops sulcipes
- Scolops tanneri
- Scolops texanus
- Scolops uhleri
- Scolops vanduzeei
- Scolops virescens
- Scolops viridis